# أوغسطين هنري شيبرد
أوغسطين هنري شيبرد (بالإنجليزية: Augustine Henry Shepperd)‏ (و. 1792 – 1864 م) هو سياسي، ومحام من الولايات المتحدة الأمريكية .
وهو عضو في الحزب الديمقراطي الأمريكي، وحزب اليمين .